# Devecseri kistérség
A Devecseri kistérség kistérség volt Veszprém megyében 2011. január 1. és 2012. december 31. között, központja Devecser volt. 2013. január 1-jén területét a Devecseri járás vette át.

## Települései
A kistérség népessége 2009. elején 14 610 fő volt, így ez volt Veszprém megye legkisebb kistérsége. Településszerkezetét aprófalvak uralják, a 27 település közül csak a kistérségi székhelynek van városi rangja, és rajta kívül csupán Somlóvásárhely népessége éri el az ezer főt.
| Adorjánháza | Apácatorna     | Borszörcsök | Csögle      | Dabrony   |                |
| Devecser    | Doba           | Egeralja    | Iszkáz      | Kamond    | Karakószörcsök |
| Kerta       | Kisberzseny    | Kiscsősz    | Kispirit    | Kisszőlős | Kolontár       |
| Nagyalásony | Nagypirit      | Oroszi      | Pusztamiske | Somlójenő |                |
| Somlószőlős | Somlóvásárhely | Somlóvecse  | Tüskevár    | Vid       |                |

## Fekvése
A Devecseri kistérség Veszprém megye nyugati részén volt található, itt emelkedik a Somló, a terület nagy része a Torna-patak völgyében fekszik. Fő közútja a 8-as főút.

## Története
A 2010. évi CXLIX. törvény alapján 2011. január 1-jével az Ajkai kistérségből kivált 27 település, létrehozva az új Devecseri kistérséget, melyhez a kistérség településeinek nagyobb, lakosságának azonban csak kisebb része került.
Devecser jelentős mezővárosi hagyománnyal rendelkező település, melynek jelentős közigazgatási szerepköre is volt járási székhelyként. 1971-ben a Devecseri járás székhelyét áthelyezték az ipari fejlődés következtében a központ szerepkörök jó részét tőle átvevő Ajkára, ezzel jött létre az Ajkai járás. A kistérségi beosztás 2007. évi felülvizsgálatakor már felmerült önálló Devecseri kistérség létrehozása, erre azonban akkor nem került sor. Az átszervezést végül a 2010. októberi ajkai vörösiszap-katasztrófa után határozta el az Országgyűlés, figyelembe véve Devecser és több környező település érintettségét a balesetben.
2013. január 1-jén a járási rendszer újboli bevezetésével a kistérség megszűnt, helyét ismét a Devecseri járás vette át, amelynek a települései megegyeznek a volt kistérség településeivel az Ajkai kistérséghez tartozott Noszlop kivételével.